# Sarcoptilus nullispiculatus
Sarcoptilus nullispiculatus är en korallart som beskrevs av Williams 1995. Sarcoptilus nullispiculatus ingår i släktet Sarcoptilus och familjen Pennatulidae. Inga underarter finns listade i Catalogue of Life.